# 黑耳仙蜂鸟
黑耳仙蜂鸟（学名：Heliothryx auritus），是雨燕目蜂鸟科的一种鸟类。
黑耳仙蜂鸟体重约5.4克，翼长约64.8毫米，嘴峰长约24.1毫米，喙宽度约2.5毫米，喙厚度约2.4毫米，跗蹠长约4.6毫米，尾长约54.2毫米。黑耳仙蜂鸟在其分布区内为留鸟，其栖息在密集的高大树木组成的森林中，食性为草食性，主要食物来源是植物的花蜜。

## 亚种
- ：分布于哥伦比亚东南部至委内瑞拉、圭亚那和巴西北部地区。
- ：分布于亚马逊河以南的巴西（帕拉州和马拉尼昂州）。
- ：分布于秘鲁东部、玻利维亚北部、亚马逊地区和巴西南部[4]。